# Place de Clichy (métro de Paris)
Pour les articles homonymes, voir Clichy (homonymie).
Place de Clichy, également appelée Place Clichy, est une station des lignes 2 et 13 du métro de Paris, située à la limite des 8e, 9e, 17e et 18e arrondissements de Paris.

## Situation
La station est implantée sous la place de Clichy, elle-même aménagée à la limite administrative entre le quartier de l'Europe au sud-ouest, le quartier Saint-Georges au sud-est, le quartier des Batignolles au nord-ouest et le quartier des Grandes-Carrières au nord-est. Les quais sont établis :
- sur la ligne 2, au nord-est de la place et orientés nord-est/sud-ouest, selon l'axe du boulevard de Clichy entre la rue Caulaincourt et la place précitée ;
- sur la ligne 13, au nord de ladite place et approximativement orientés nord-sud, selon l'axe de l'avenue de Clichy entre la place éponyme et la rue Capron.

Le point d'arrêt de la ligne 2 s'intercale entre les stations Rome et Blanche, tandis que celui de la ligne 13 est encadré par les stations La Fourche et Liège.

## Histoire
La station est ouverte le 26 octobre 1902, soit près de trois semaines après la mise en service par la Compagnie du chemin de fer métropolitain de Paris (dite CMP) du tronçon entre Étoile (aujourd'hui Charles de Gaulle - Étoile) et Anvers de la ligne 2 Nord (qui deviendra plus simplement la ligne 2 le 17 octobre 1907 à la suite de l'absorption de la ligne 2 Sud (section de l'actuelle ligne 6) par la ligne 5 le 14 octobre précédent). Jusqu'alors, les trains la traversaient sans y marquer l'arrêt.
Elle doit son nom à son implantation sous la place de Clichy, dont la dénomination rappelle que son emplacement correspond à l'ancienne barrière de Clichy, aux portes du Paris d'alors délimité par le mur des Fermiers généraux, qui donnait accès au village de Clichy.
Le 26 février 1911, la station de la ligne B de la Société du chemin de fer électrique souterrain Nord-Sud de Paris (dite Nord-Sud) est ouverte à son tour avec l'inauguration de son premier tronçon, entre Saint-Lazare et Porte de Saint-Ouen.
Le 27 mars 1931, cette même ligne B devient l'actuelle ligne 13 du métro à la suite de l'absorption de la société du Nord-Sud le 1er janvier 1930 par sa concurrente, la CMP, laquelle gérait déjà la concession de l'essentiel des autres lignes du réseau.
Comme un tiers des stations du réseau entre 1974 et 1984, les quais de la ligne 2 sont modernisés par l'application du style décoratif « Andreu-Motte », de couleur bleue avec la reconduction du traditionnel carrelage blanc biseauté en l'occurrence.
Dans le cadre du plan d'actions voté en 2010 visant à améliorer la régularité de la ligne 13, chroniquement saturée, ses quais sont équipés de portes palières d'avril à mai 2012, de même que onze autres stations de la ligne précitée, afin de prévenir le risque de chutes malencontreuses de voyageurs sur les voies aux heures de forte affluence.
Du 22 janvier 2018 au 21 janvier 2020, les couloirs de la station sont rénovés à leur tour dans le cadre du programme « Un métro + beau » de la RATP.
Le 9 octobre 2019, la moitié des plaques nominatives sur les quais de la ligne 2 sont provisoirement remplacées par la RATP afin de célébrer le 60e anniversaire d'Astérix et Obélix, comme dans onze autres stations. Reprenant notamment la typographie caractéristique de la bande dessinée de René Goscinny et Albert Uderzo, Place de Clichy est ainsi humoristiquement renommée « PlaceDeClichix » en référence aux noms des Gaulois basés sur des jeux de mots et se terminant par « -ix ».

### Fréquentation
Selon les estimations de la RATP, la station a vu entrer 8 020 440 voyageurs en 2019, ce qui la place à la 28e position des stations de métro pour sa fréquentation. En 2020, avec la crise du Covid-19, son trafic annuel tombe à 3 643 247 voyageurs, la reléguant alors au 37e rang, avant de remonter progressivement en 2021 avec 5 161 932 entrants comptabilisés, ce qui la classe à la 33e position des stations du réseau pour sa fréquentation cette année-là.

## Services aux voyageurs

### Accès
La station dispose de trois accès :
- l'accès 1 « Place de Clichy », constitué d'un escalier fixe orné d'un édicule Guimard inscrit aux monuments historiques par l'arrêté du 12 février 2016[8], débouchant à l'est de la place face au no 14, sur le terre-plein central du boulevard de Clichy ;
- l'accès 2 « Rue Caulaincourt », constitué d'un escalier fixe orné d'un édicule dessiné par Hector Guimard en 1900 et classé monument historique, se situant sur le terre-plein central du boulevard de Clichy, face au Lycée Jules-Ferry au no 77;
- l'accès 3 « Rue Biot », constitué d'un escalier fixe doublé d'un escalier mécanique montant et orné d'une balustrade dans le style caractéristique du Nord-Sud, se trouvant au nord-ouest de la place au droit du no 7.

Accès à la station
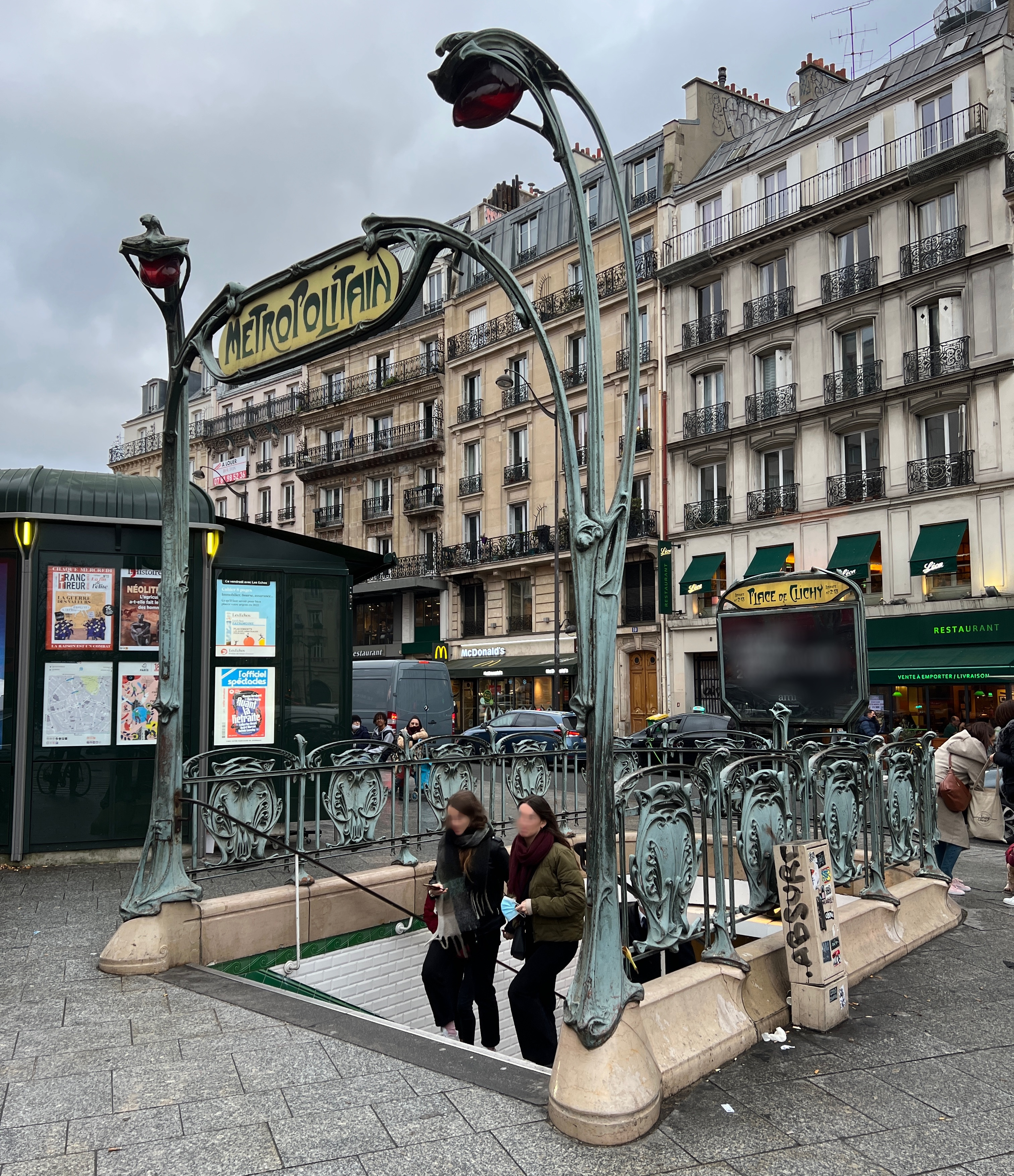
L'accès no 1 « Place de Clichy ».
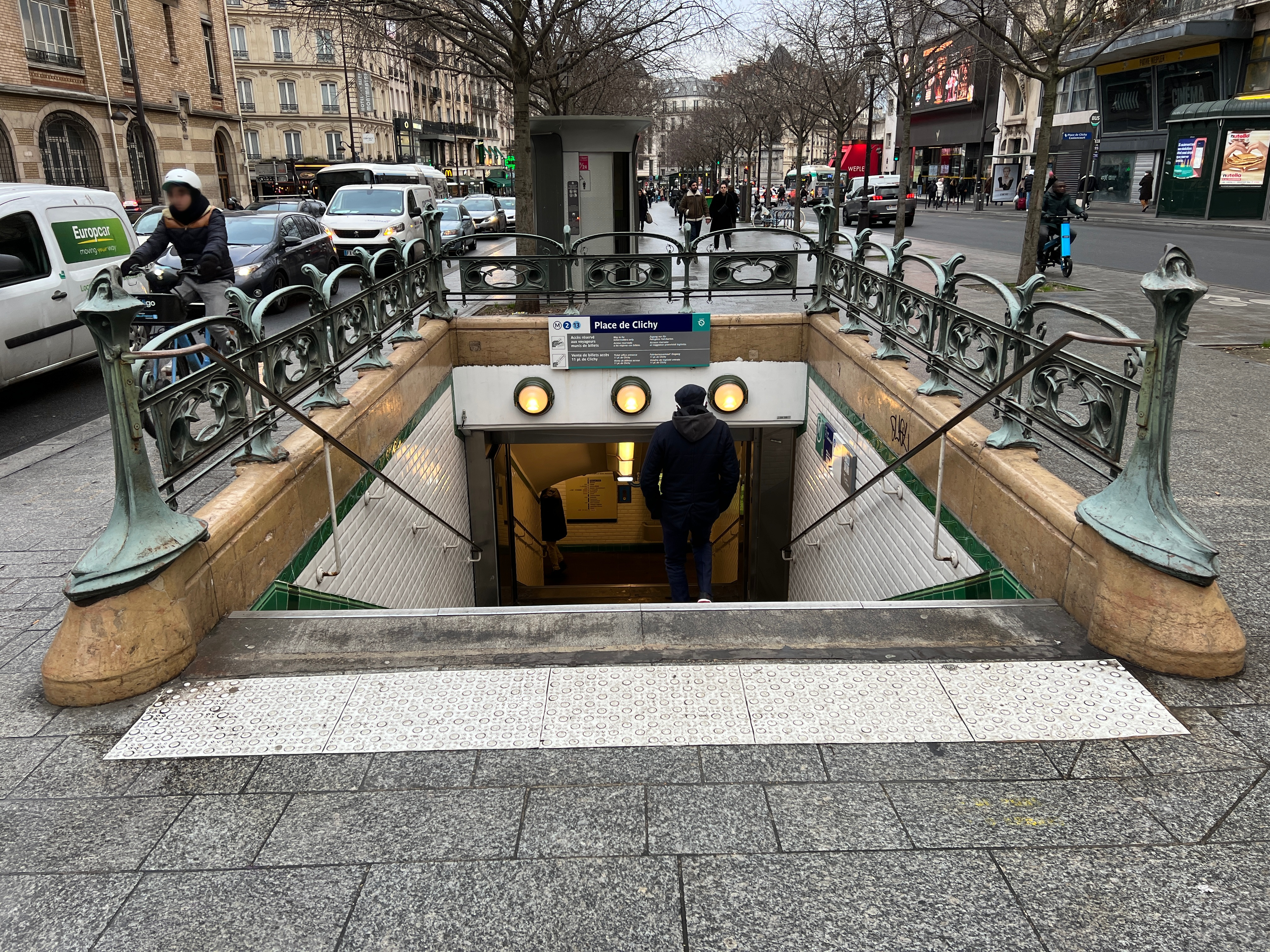
L'accès no 2 « Rue Caulaincourt ».
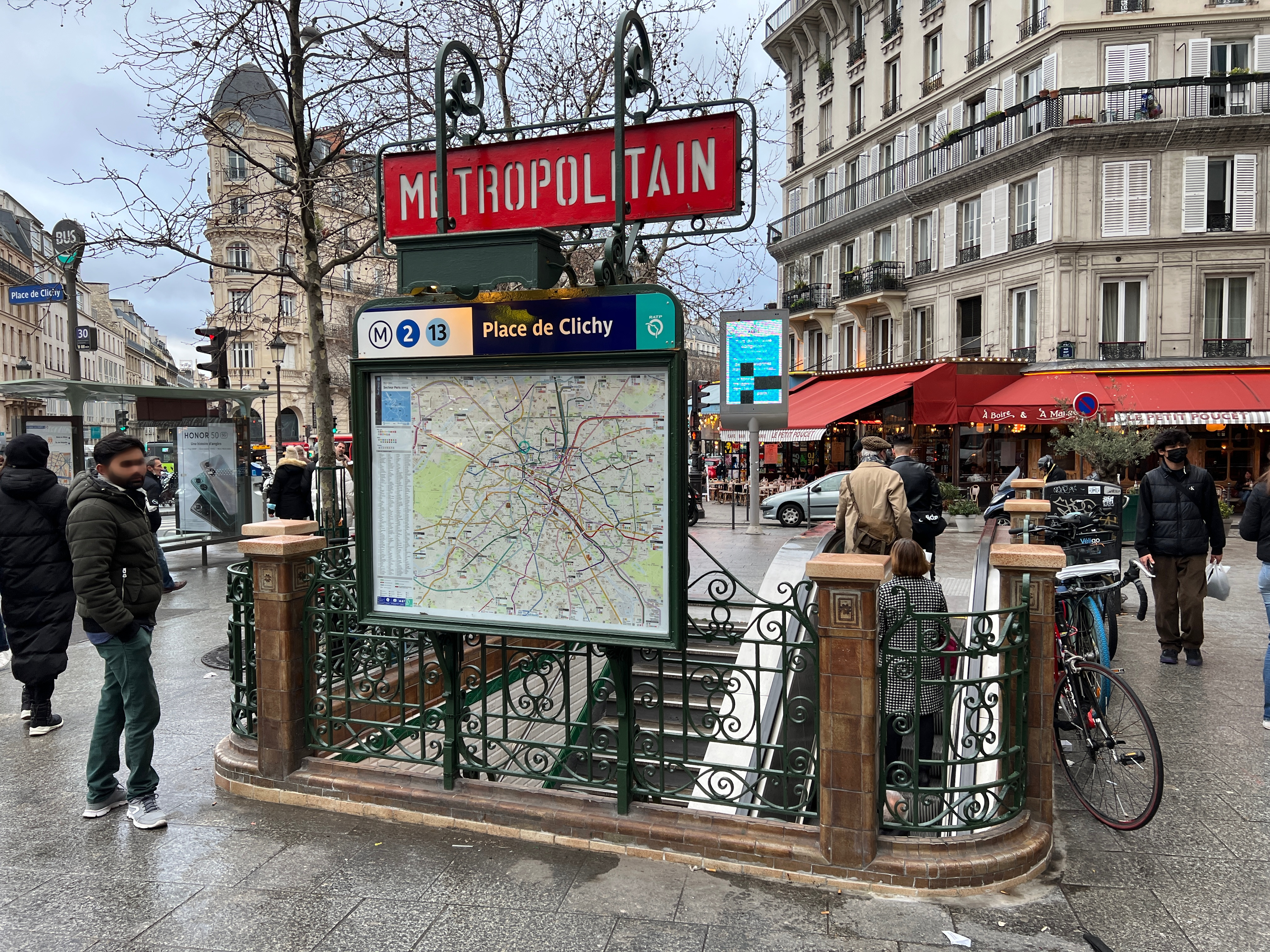
L'accès no 3 « Rue Biot ».

### Quais
Les quais des deux lignes, longs de 75 mètres, sont de configuration standard : au nombre de deux par point d'arrêt, ils sont séparés par les voies du métro situées au centre et la voûte est elliptique.
La station de la ligne 2 est aménagée en style « Andreu-Motte » avec une rampe lumineuse bleue, des tympans et débouchés de couloirs en carrelage bleu plat et des sièges de style « Motte » de couleur bleue. Ces aménagements sont mariés avec les carreaux en céramique blancs biseautés qui recouvre la voûte et les piédroits. Les cadres publicitaires sont métalliques et le nom de la station est inscrit en lettres capitales ou en police de caractères Parisine sur plaques émaillées.
La station de la ligne 13 possède une voûte semi-elliptique, forme spécifique aux anciennes stations du Nord-Sud. Le carrelage et la céramique en reprennent le style décoratif d'origine avec des cadres publicitaires et entourages du nom de la station de couleur verte (teinte utilisée pour les stations de correspondance), des dessins géométriques verts sur les piédroits et la voûte, le nom inscrit en faïence blanche sur fond bleu de petite taille au-dessus des cadres publicitaires et de très grande taille entre ces cadres, ainsi que les directions incorporées dans la céramique sur les tympans. Les carreaux de faïence blancs biseautés recouvrent les piédroits, la voûte et les tympans. Les bandeaux d'éclairages sont des tubes suspendus et semi-indépendants. Les quais sont équipés de portes palières et démunis de sièges en raison de la forte affluence habituelle.
Par ailleurs, il s'agit de la seule station du réseau où de la musique, en l’occurrence classique, est diffusée, sans que la raison de cette exception ne soit officiellement connue,.

### Intermodalité
La station est desservie par les lignes 21, 30, 54, 68, 74, 80 et 95 du réseau de bus RATP et, la nuit, par les lignes N01, N02, N15 et N51 du réseau Noctilien.

## Projets
Il a été envisagé de prolonger la ligne 14 depuis Saint-Lazare afin de reprendre l'une des branches de la ligne 13 avec une station intermédiaire à Place de Clichy, mais ce projet est définitivement écarté au profit d'un tracé plus à l'ouest.

## À proximité
- Lycée Jules-Ferry
- Cimetière de Montmartre
- Monument au maréchal Moncey, sur la place de Clichy
- Square Hector-Berlioz
- Église Saint-André-de-l'Europe
- Théâtre de l'Œuvre

Galerie de photographies
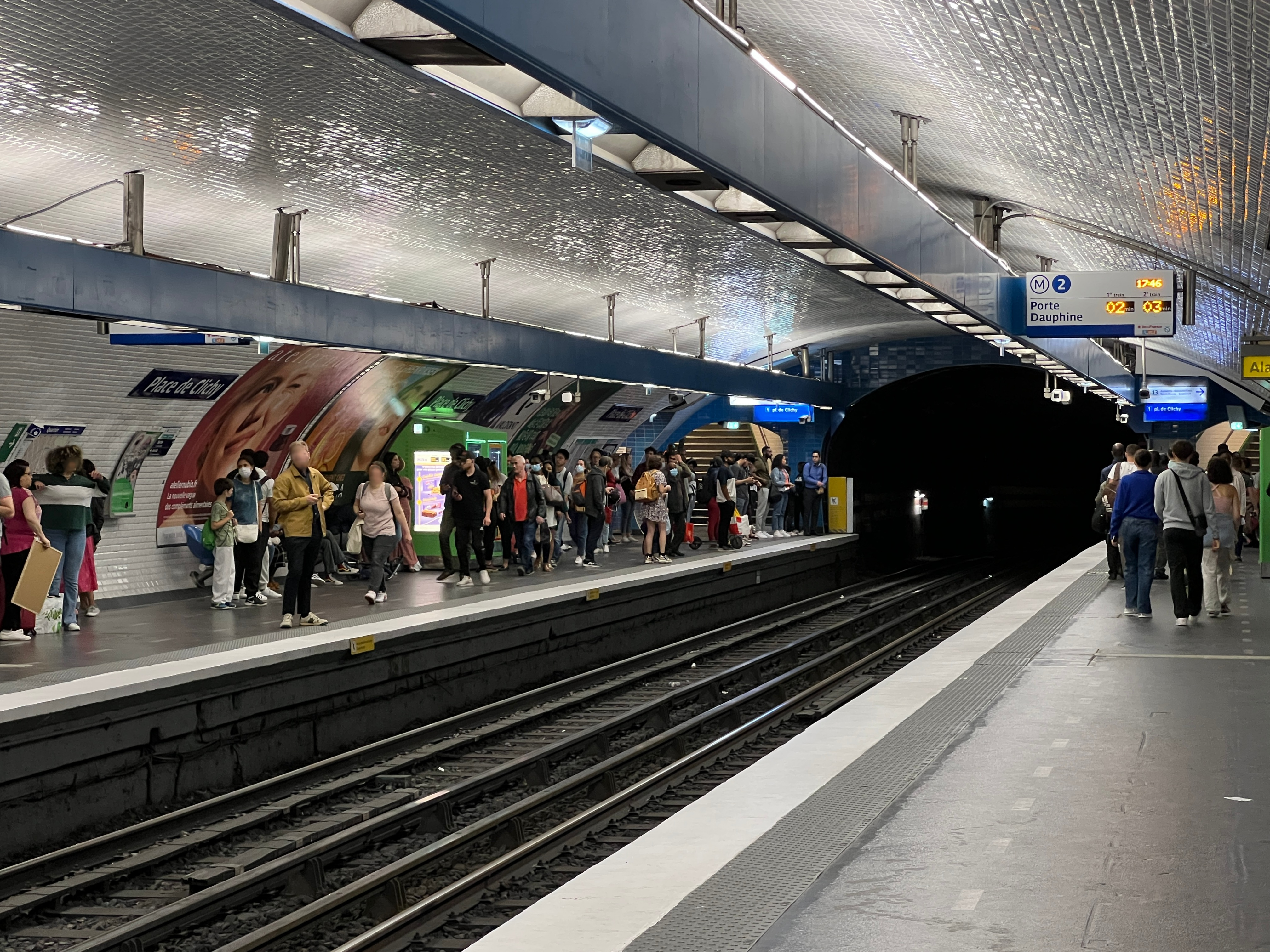
Quais de la ligne 2, direction Porte Dauphine, en juillet 2022.
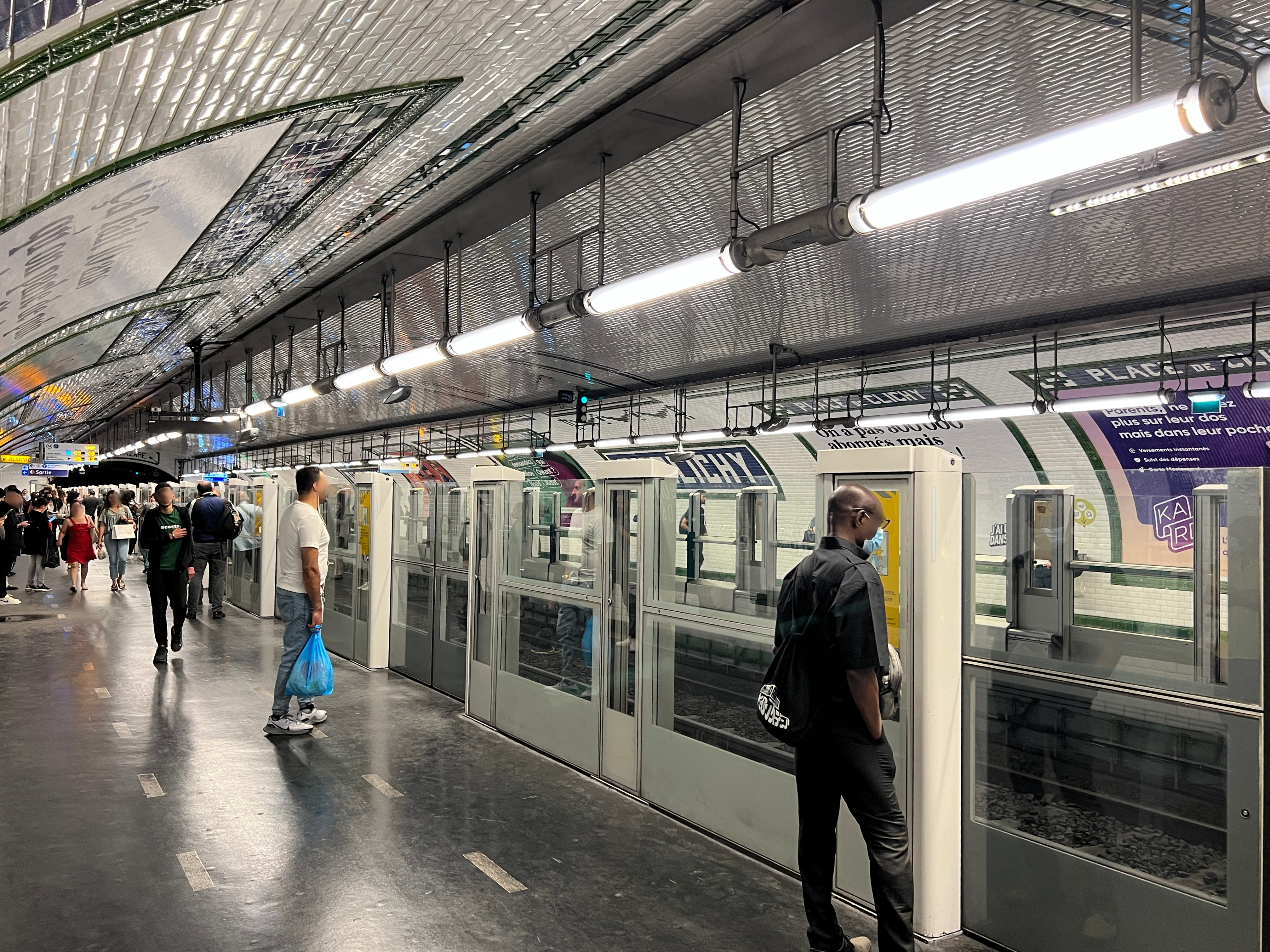
Quais de la ligne 13, en juillet 2022.
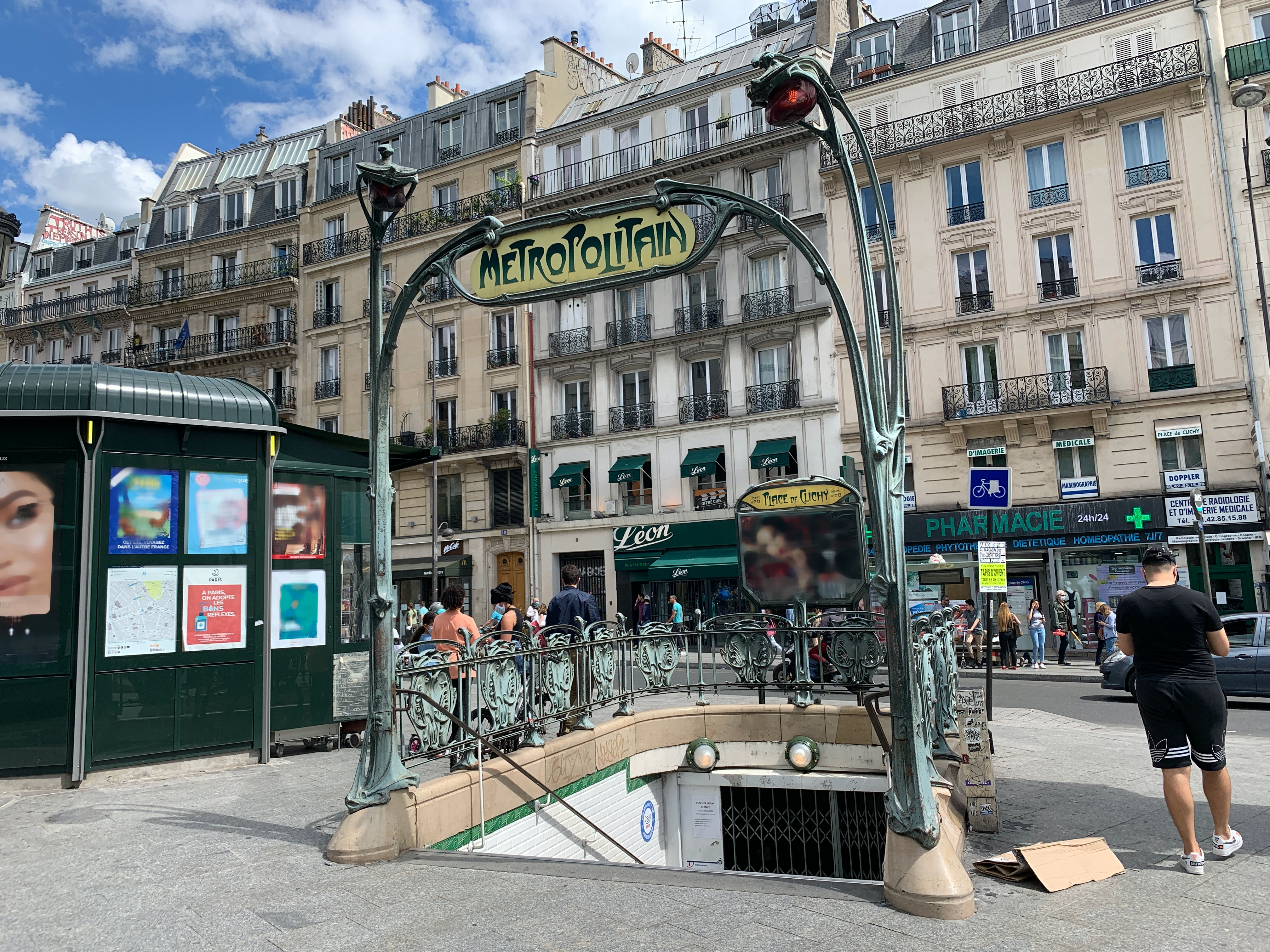
Un des accès en juin 2020.